# Dwergbiezen-verbond
Het dwergbiezen-verbond (Nanocyperion) is een verbond uit de dwergbiezen-orde (Nanocyperetalia). Het omvat plantengemeenschappen van kale, vochtige bodems, vooral bestaande uit eenjarige pionierssoorten en blad- en levermossen.

## Naamgeving en codering
| Nanocyperion flavescentis W.Koch ex Malcuit 1929 |

- Syntaxoncode voor Nederland (rVvN): r29Aa
- Natura2000-habitattypecode (EU-code): H3132

De wetenschappelijke naam Nanocyperion is afgeleid van de botanische naam van geel cypergras (Cyperus flavescens).

## Fysiognomie
Dwergbiezen-vegetatie wordt gekenmerkt door een zeer open vegetatie met volledige afwezigheid van de boom- en de struiklaag.
In de kruidlaag zijn eenjarige planten dominant, zij vormen zich ieder jaar opnieuw uit zaad als de omstandigheden gunstig zijn. De hoofdbloei vindt plaats op het einde van de zomer.
De moslaag is dikwijls opvallend aanwezig met diverse maar meestal zeldzame soorten blad- en levermossen.

## Ecologie
Het dwergbiezen-verbond vinden we op onbegroeide, vochtige voedselarme tot matig voedselrijke, zwak zure tot neutrale, kalkarme bodems. Voorbeelden zijn strandjes langs zoet stilstaand water, randen van duinplassen en vennen, in vochtige zandgroeven en retentiebekkens, plagplekken, recent gegraven of uitgebaggerde sloten en greppels, langs weinig belopen wandelpaden en veepaden.

## Associaties in Nederland en Vlaanderen
Het dwergbiezen-verbond wordt in Nederland en Vlaanderen vertegenwoordigd door vier associaties.
- - draadgentiaan-associatie (Cicendietum filiformis)
  - associatie van borstelbies en moerasmuur (Isolepido-Stellarietum uliginosae)
  - associatie van dwergbloem en hauwmos (Centunculo-Anthocerotetum)
  - grondster-associatie (Digitario-Illecebretum)

## Diagnostische taxa
In de onderstaande synoptische tabel staan de belangrijkste kensoorten en begeleidende soorten van het dwergbiezen-verbond voor Nederland en Vlaanderen.
Kruidlaag
| Kentaxon | Diff.soort | Presentie | Triviale naam     | Botanische naam                  | Opmerking                       | Afbeelding |
| -------- | ---------- | --------- | ----------------- | -------------------------------- | ------------------------------- | ---------- |
| kV       | -          |           | dwergbloem        | Centunculus minimus              |                                 |            |
| kV       | -          |           | dwergvlas         | Radiola linoides                 |                                 |            |
| kV       | -          |           | borstelbies       | Isolepis setacea                 |                                 |            |
| kV       | -          |           | waterpostelein    | Lythrum portula                  |                                 |            |
| kV       | -          |           | liggend hertshooi | Hypericum humifusum              |                                 |            |
| kO       | -          |           | moerasdroogbloem  | Gnaphalium uliginosum            |                                 |            |
| kK       | -          |           | greppelrus        | Juncus bufonius                  |                                 |            |
| bg       | -          |           | liggende vetmuur  | Sagina procumbens                |                                 |            |
| bg       | -          |           | getande weegbree  | Plantago major subsp. intermedia |                                 |            |
| bg       | -          |           | geel cypergras    | Cyperus flavescens               | niet in Nederland en Vlaanderen |            |

Moslaag
| Kentaxon | Diff.soort | Presentie | Triviale naam           | Botanische naam                  | Opmerking                       | Afbeelding |
| -------- | ---------- | --------- | ----------------------- | -------------------------------- | ------------------------------- | ---------- |
| kV       | -          |           | grof goudkorrelmos      | Fossombronia foveolata           |                                 |            |
| kV       | -          |           | gewoon broedpeermos     | Pohlia annotina                  |                                 |            |
| kV       | -          |           | bolletjespeermos        | Pohlia bulbifera                 |                                 |            |
| kV       | -          |           | gestekeld goudkorrelmos | Fossombronia wondraczekii        |                                 |            |
| kV       | -          |           | flesjesmos              | Blasia pusilla                   |                                 |            |
| kV       | -          |           | korreltjespeermos       | Pohlia camptotrachela            |                                 |            |
| kV       | -          |           | ongenerfd eendagsmos    | Ephemerum serratum var. serratum |                                 |            |
| kV       | -          |           |                         | Pohlia muyldermansii             | niet in Nederland en Vlaanderen |            |
| kV       | -          |           |                         | Pohlia andalusica                | niet in Nederland en Vlaanderen |            |

## Fotogalerij

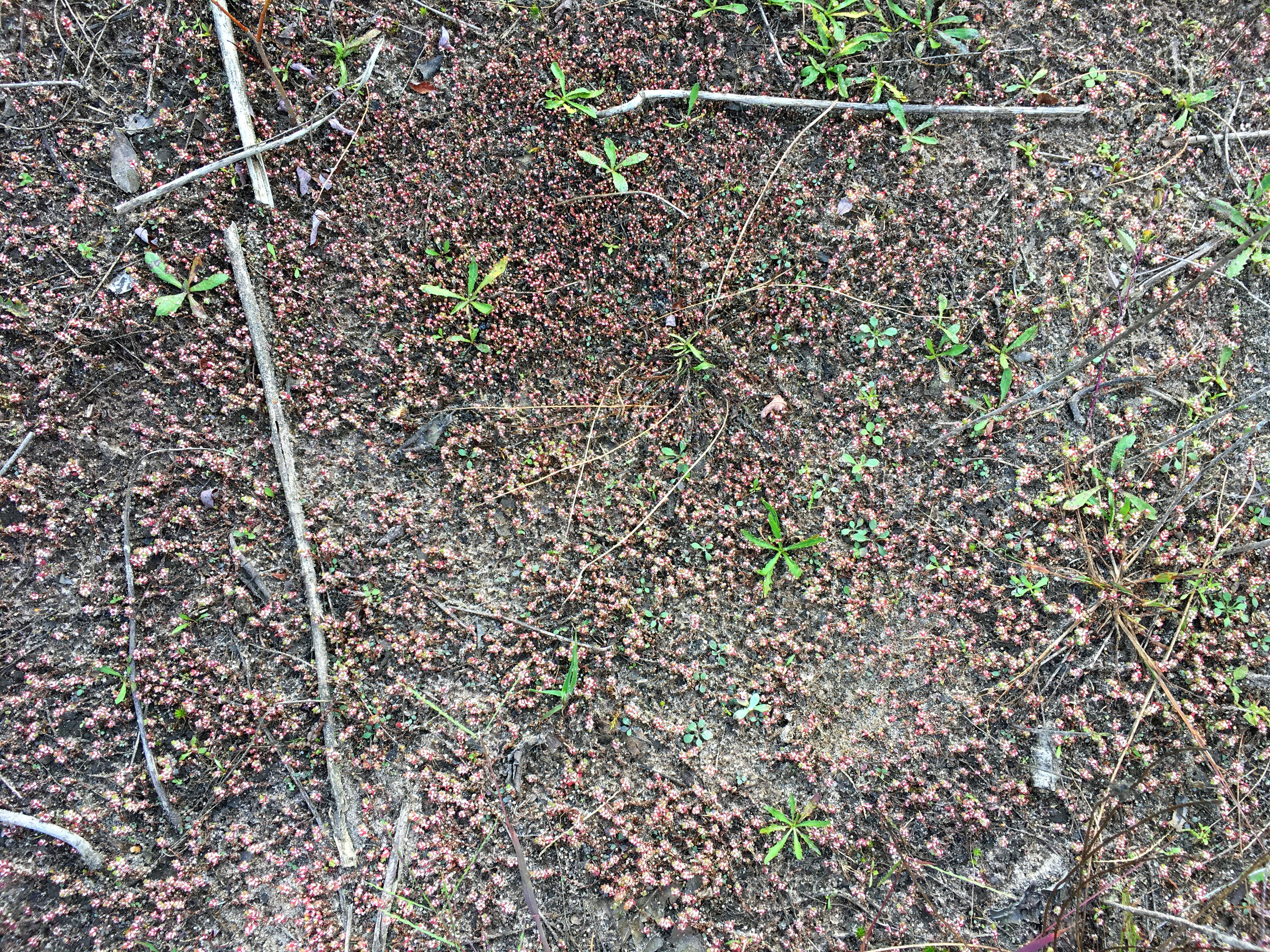